# Прет
Прет (Пройт, др.-греч. Προῖτος) — персонаж древнегреческой мифологии, царь Тиринфа из рода Абантидов, брат-близнец Акрисия. Упоминается в источниках в контексте биографий Беллерофонта и Персея, а также как отец Мегапенфа и трёх дочерей, поражённых безумием (двух из них исцелил Мелампод).

## Биография
Прет был потомком Эпафа — легендарного царя Египта, сына Зевса от Ио. Отец Прета Абант родился от брака Данаиды Гипермнестры и Эгиптиада Линкея и унаследовал от отца царскую власть в Аргосе. Братом-близнецом Прета был Акрисий; родила их Аглая, дочь аркадского героя Мантинея и внучка Ликаона.
Ещё в материнском чреве Прет начал враждовать со своим братом Акрисием (согласно другой версии, эта вражда началась позже, когда Прет соблазнил дочь Акрисия Данаю). После смерти отца близнецы начали воевать за власть; по данным Псевдо-Аполлодора, во время этой войны впервые применялись щиты. Победил Акрисий, и Прету пришлось уйти в изгнание. Он уехал в Ликию, женился на дочери царя Иобата Сфенебее, а потом с войском тестя вернулся в Арголиду. В результате Акрисию пришлось уступить брату половину царства с городами Герейон, Мидея и Тиринф. Резиденцией Прета стал Тиринф, где киклопы построили для него крепостную стену.
Позже прибежище у Прета нашёл коринфский герой Беллерофонт, который у себя на родине нечаянно убил брата. Сфенебея воспылала к изгнаннику страстью, а не встретив взаимности, рассказала мужу, будто Беллерофонт пытался её соблазнить. Тогда Прет отправил Беллерофонта к Иобату с письмом, в котором просил тестя убить посланника. Иобат дал гостю несколько смертельно опасных заданий, но тот с честью всё выполнил. После того, как правда раскрылась, Иобат выдал за Беллерофонта свою дочь.
Сфенебея родила Прету трёх дочерей, к которым сватались, по словам Гесиода, герои со всей Греции. Девушки впали в безумие — по одним данным, из-за того, что отказались принимать участие в обрядах Диониса, по другим, из-за того, что оскорбили деревянную статую Геры или похвалялись, будто они красивее, чем эта богиня. Они «стали блуждать по всей Аргосской земле, потом, пройдя через Аркадию и весь Пелопоннес, беспорядочно носились по пустынным краям страны». Мелампод, герой из рода Эолидов, предложил Прету исцелить его дочерей за треть царства, но получил отказ. Тогда безумие усилилось, так что Прету пришлось согласиться на ещё более тяжёлые условия — пообещать вторую треть царства брату Мелампода Бианту. В процессе исцеления одна из Претид погибла, а двух других царь отдал в жёны Бианту и Меламподу. Впрочем, есть и альтернативные версии: Полианф Киринейский пишет, что девушек исцелил Асклепий, убитый за это Зевсом, а Вакхилид — что Прет добился благоприятного исхода, принеся в жертву Гелиосу двадцать быков, ещё не бывавших в упряжке.
Во время своего царствования Прет построил храм Аполлона в Сикионе, храм Геры недалеко от того же города и два храма Артемиды — «Девичьей» и «Кроткой» — в Аркадии.
Согласно одной из версий мифа, Прет всё-таки одержал победу над Акрисием и стал царём Аргоса. Внук его брата Персей, убив Медузу Горгону, осадил Аргос и, когда Прет вышел на городскую стену, показал ему голову Горгоны; тот превратился в камень. Позже сын Прета Мегапенф отомстил за отца.

## Семья
Прет был женат на Сфенебее, дочери царя Ликии Иобата (согласно альтернативным версиям, она была дочерью Афиданта, сына Аркада, или Адмета и Алкестиды, или Амфидаманта, или Амфианакса; наконец, Гомер называет её Антией). В этом браке родились Лисиппа, Ифиноя и Ифианасса (по другой версии, Элега и Келена); кроме того, у Прета был сын Мегапенф. Некоторые источники называют Прета отцом Майры и Никтейи, причём с последней он вступил в кровосмесительную связь. Ифиноя погибла в припадке безумия, Ифианасса стала женой Мелампода, а Лисиппа — женой Бианта.

## Оценки
Исследователи видят в античной традиции о Прете ряд бродячих сюжетов. В частности, это история о письме с просьбой убить того, кто это письмо принёс; рассказ об отвергнутой женщине, которая из мести выдвигает обвинение в домогательствах; рассказ о враждующих братьях. Прет имеет черты типичного «злого царя».
Рассказ о взаимоотношениях Прета и Беллерофонта может говорить о подчинённом положении Коринфа по отношению к Аргосу в крито-микенскую эпоху.